# Bahnhof Wunstorf
Der Bahnhof Wunstorf zählt zu den ältesten Bahnhofsanlagen in Niedersachsen. Er wurde 1846 bis 1848 als Inselbahnhof auf der Luther Gemarkung zwischen den Bahnstrecken Hannover–Minden und Wunstorf–Bremen errichtet. Im Personenverkehr wird er heute von Regionalexpress- und S-Bahn-Zügen bedient. Das Empfangsgebäude steht unter Denkmalschutz.

## Geschichte
Im Zuge der Industrialisierung des Königreichs Hannover und des Baus der Eisenbahnstrecken Richtung Bremen und Minden entstand der Wunstorfer Trennungsbahnhof als Inselbahnhof auf Luther Gemarkung. Die Pläne von Ferdinand Schwarz führte Baurat Conrad Wilhelm Hase in den Jahren 1847 bis 1848 aus. Dabei entstand u. a. ein langgestrecktes Bahnhofsempfangsgebäude. Der Zugang zum Bahnhofsgebäude erfolgte vom damaligen Bahnhofsvorplatz zwischen Bahnhofshotel und Güterschuppen nördlich der Gleisanlagen her durch einen Tunnel. Deshalb kreuzte die Bahnhofstraße (später teilweise umbenannt in Alte Bahnhofstraße und Hindenburgstraße) die Bahnstrecke Hannover–Bremen an einem beschrankten Bahnübergang. Von der Bahnhofshalle aus betrat der Fahrgast (ab ca. 1900 durch die Bahnsteigsperre) die beiden längs des Hauptgebäudes verlaufenden überdachten Bahnsteige. Die später errichteten Mittelbahnsteige an den Gleisen nach Bremen und von Minden waren über eine Treppe am südlichen Hausbahnsteig durch einen weiteren die Gleise querenden Tunnel zugänglich.
Durch den Abbau der sich westlich des Bahnhofs kreuzenden Schienenverbindungen zwischen der Bremer und der Mindener Bahnstrecke (ca. 1906), wurde der Bahnhof zum Keilbahnhof. Der Kopfbahnhof der Steinhuder Meer-Bahn konnte daher vom Hotel Ritter an der heutigen Hindenburgstraße zum Staatsbahnhof verlegt werden. Parallel zu deren Schmalspurgleis wurde die Zufahrt zur Westfront des Bahnhofsgebäudes angelegt, wo sich bis heute der Eingang befindet.
1909 wurde die Güterumgehungsbahn Seelze – Wunstorf in Betrieb genommen, die nördlich der Bremer und südlich der Mindener Strecke westlich des Bahnhofes in die Strecken einmündet bzw. ausfädelt, die Gleise für den Personenverkehr liegen somit in der Mitte. Aus und in Richtung Seelze kreuzen die Bremer Gütergleise die Personengleise in einem Überwerfungsbauwerk und verbinden/trennen sich im Abzweig Gümmerwald mit den Mindener Gleisen.
Ostwärts des Bahnhofsgebäudes standen Wasserturm und Lokschuppen. Beim ostwärtigen Ende der Bahnhofstraße lag eine Drehscheibe. Das Bw Wunstorf (Gleisplan 1942: siehe Einzelnachweis) wurde im Juli 1951 geschlossen.
Seit 1964 befindet sich im Süden des Bahnhofes das Gleisbildstellwerk Wf.
Im Zusammenhang mit dem Bau der Hochstraße der B 441 über die Strecke Hannover–Bremen 1981 wurde an der Nordseite der Bahnanlage am einstigen Bahnhofsplatz ein Busbahnhof (ZOB) und ein neuer, nun durchgehender Tunnel zu allen Bahnsteigen und zur Südseite gebaut. An der Südseite entstand beim Tunnelausgang ein Parkplatz und vor der Westseite des Empfangsgebäudes eine Fußgängerrampe vom Tunnel in Richtung Hindenburgstraße.

### Steinhuder Meer-Bahn
Seit 1898 fuhren auch die Züge der meterspurigen Steinhuder Meer-Bahn (St.M.B.) ab Wunstorf. Nach Wegfall der westlichen Verbindungsgleise konnte 1906 deren Endbahnhof von der Hindenburgstraße 49 an den überdachten Hausbahnsteig (Bahnsteig 2) an der Bremer Strecke verlegt werden. Der Endbahnhof verfügte zunächst über zwei stumpf endende Gleise mit Bahnsteigkante, später nur noch ein Gleis, das nach Aufgabe des Personenverkehrs 1964 bis über die Bahnschranke der Bahnhofstraße hinweg abgebaut wurde. Zum Umsetzen mussten Züge daher zurücksetzen. 
Die Übergabegleise gehen westlich des Bahnhofes von der Bremer Strecke ab, zum Bahnhof Wunstorf West der St.M.B. Hier befanden sich bis zur Aufgabe des Schmalspurverkehrs 1970 Umlademöglichen und eine Rollbockgrube. Von hier aus ging auch das dreischienige Gleis nach Bokeloh ab, seit 1962 nur noch normalspurig. Auf dieser Strecke gab es bis zur Einstellung der Förderung im Kaliwerk Sigmundshall Ende 2018 zwei bis drei Übergaben täglich, seit Aufnahme der Soletransporte zum Fluten des Bergwerks verkehren werktäglich wieder bis zu 7 Zugpaare auf der zwischenzeitlich aufwendig sanierten und ertüchtigten Strecke.
Die einst umfangreichen Betriebsanlagen wichen einem Busbetriebshof. Einzelne Gebäude sind noch vorhanden. Das ehemalige Gebäude mit Lokschuppen, Werkstatt und Verwaltung (Hindenburgstraße 49) steht unter Denkmalschutz.

## Bahnhofsempfangsgebäude
Das Gebäude wird von gekuppelten Rundbögen belebt, die zugleich eine Verbindung schaffen zwischen den beiden blockartig hervortretenden Seitenrisaliten mit dem Mittelteil des Gebäudes. Abgesehen von wenigen historisierenden Anleihen – wie beispielsweise plastische Porträtmedaillons – artikuliert sich das Empfangsgebäude jedoch noch in der klaren Bausprache des späten Klassizismus. Es ist heute als Einzeldenkmal ausgewiesen.

## Gleisaufteilung
| Gleis           | Haupt-Fahrtrichtung | Nutzung                                               |
| --------------- | ------------------- | ----------------------------------------------------- |
| 17              |                     | Abstellgleis                                          |
| 1               |                     | Gütergleis ohne Bahnsteig                             |
| 2               | nach Nienburg       | 1 × tgl. RE4432 der Linie 8 Richtung Bremerhaven-Lehe |
| 3               | nach Nienburg       | RE1/8, S2                                             |
| 4               | von Nienburg        | RE1/8, S2                                             |
| Bahnhofsgebäude |                     |                                                       |
| 7               | nach Minden         | RE60/70, S1                                           |
| 8               | von Minden          | RE60/70                                               |
| 9               | von Minden          | S1                                                    |
| 10              |                     | Gütergleis ohne Bahnsteig                             |
| 11              |                     | Gütergleis ohne Bahnsteig                             |

S-Bahnen nach Minden, die nicht auf die Minute pünktlich sind, fahren meist von Gleis 9, da die fahrplanmäßige Zugüberholung durch IC-Züge dann (wie in der Gegenrichtung) in Wunstorf statt in Haste stattfindet.

## Verkehrsanbindung

### Schienenverkehr
| Linie | Linienverlauf | Takt    | Betreiber         |
| ----- | --- | ------- | ----------------- |
| RE 1  | Norddeich Mole – Norddeich – Norden – Marienhafe – Emden Hbf – Leer (Ostfriesland) – Augustfehn – Westerstede-Ocholt – Bad Zwischenahn – Oldenburg (Oldb) Hbf – Hude – Delmenhorst – Bremen Hbf – Bremen-Mahndorf – Achim – Verden (Aller) – Dörverden – Eystrup – Nienburg/Weser – Neustadt a Rübenberge – Wunstorf – Hannover Hbf Stand: Fahrplanwechsel Dezember 2024 | 120 min | DB Regio Nord     |
| RE 8  | Bremerhaven-Lehe – Bremerhaven Hbf – Osterholz-Scharmbeck – Bremen Hbf – Bremen-Mahndorf – Achim – Verden (Aller) – Dörverden – Eystrup – Nienburg/Weser – Neustadt a Rübenberge – Wunstorf – Hannover Hbf Stand: Fahrplanwechsel Dezember 2024 | 120 min | DB Regio Nord     |
| RE 60 | Ems-Leine-Express: Rheine – Hörstel – Ibbenbüren-Esch – Ibbenbüren – Ibbenbüren-Laggenbeck – Osnabrück Altstadt – Osnabrück Hbf – Melle – Bünde (Westf) – Kirchlengern – Löhne (Westf) – Bad Oeynhausen – Porta Westfalica – Minden (Westf) – Bückeburg – Stadthagen – Haste (Han) – Wunstorf – Hannover Hbf – Lehrte – Hämelerwald – Vöhrum – Peine – Vechelde – Braunschweig Hbf Stand: Fahrplanwechsel Dezember 2021                                                                               | 120 min | WestfalenBahn     |
| RE 70 | Weser-Leine-Express: Bielefeld Hbf – Herford – Löhne (Westf) – Bad Oeynhausen – Porta Westfalica – Minden (West) – Bückeburg – (Kirchhorsten –)* Stadthagen – (Lindhorst (Schaumb-Lippe) –)* Haste – Wunstorf – Hannover Hbf – Lehrte – Hämelerwald – Vöhrum – Peine – Vechelde – Braunschweig Hbf * nur einzelne Züge im Berufsverkehr Stand: Fahrplanwechsel Dezember 2021 | 120 min | WestfalenBahn     |
| S 1   | Minden (Westf) – Bückeburg – Kirchhorsten – Stadthagen – Lindhorst (Schaumb-Lippe) – Haste (Han) – Wunstorf – Dedensen-Gümmer – Seelze – Letter – Hannover-Leinhausen – Hannover-Nordstadt – Hannover Hbf – Hannover Bismarckstraße – Hannover-Linden/Fischerhof – Hannover-Bornum – Empelde – Ronnenberg – Weetzen – Lemmie – Wennigsen (Deister) – Egestorf (Deister) – Kirchdorf (Deister) – Barsinghausen – Winninghausen – Bantorf – Bad Nenndorf – Haste (Han) Stand: Fahrplanwechsel Juni 2022 | 60 min  | Transdev Hannover |
| S 2   | Nienburg (Weser) – Linsburg – Hagen (Han) – Eilvese – Neustadt am Rübenberge – Poggenhagen – Wunstorf – Dedensen-Gümmer – Seelze – Letter – Hannover-Leinhausen – Hannover-Nordstadt – Hannover Hbf – Hannover Bismarckstraße – Hannover-Linden/Fischerhof – Hannover-Bornum – Empelde – Ronnenberg – Weetzen – Lemmie – Wennigsen (Deister) – Egestorf (Deister) – Kirchdorf (Deister) – Barsinghausen – Winninghausen – Bantorf – Bad Nenndorf – Haste (Han) Stand: Fahrplanwechsel Juni 2022       | 60 min  | Transdev Hannover |

Montags bis freitags fahren morgens drei Taktverdichter des RE 70 im Stundentakt von Minden nach Hannover. Am Freitagnachmittag fahren sechs (bis Ende 2017: drei) Taktverdichter in die Gegenrichtung. Von Montag bis Donnerstag wird diese zusätzliche Verbindung dreimal gefahren, allerdings zu abweichenden Symmetrieminuten.
Auch vom RE 1 und RE 8 gibt es montags bis freitags je einen Taktverdichter pro Richtung und Linie, der die Strecke zwischen Hannover und Bremen (bis Ende 2016 nur zwischen Hannover und Nienburg) bedient (morgens in Südrichtung, nachmittags in Nordrichtung).
Sinnvolle Umsteigemöglichkeiten gibt es nur zwischen den S-Bahnen sowie zwischen den Taktverdichtern der RE 60 und 70 am Morgen und Freitagnachmittag und den RE 1 und 8 von/nach Bremen. Umstiegsmöglichkeiten zwischen den RE aus Minden in Richtung Nienburg und umgekehrt sind nur mit Wartezeit möglich, da sich die Züge meist nur um ein bis zwei Minuten verpassen.

### Busverkehr
Die meisten Busse fahren am ZOB vorm Nordausgang, einzelne Verbindungen auch vorm Südausgang.

## Trivia
Das neue Bahnhofsgebäude, gebaut vom renommierten Baurat Hase, lud mit seinem kunstvollen Eingang auch zum Besuch ein. So entwickelte sich die gesellschaftliche Gewohnheit, dass sonntags die Wunstorfer, die Anspruch auf gesellschaftliche Wertung legten, um das Bahnhofsgebäude flanierten. Wer zeigen wollte, dass er das nötige Geld besaß, ging zu einem Verzehr in den Wartesaal I. Klasse. Die Einführung der Bahnsteigsperre beendete diese Sitte.
Das Schrankenproblem an der Bremer Strecke bestand schon 1897: Laut einer Zählung passierten „täglich 2699 Personen, 98 Radfahrer, 353 Fuhrwerke und 178 Stück Vieh“ die Schranken. Diese wurden täglich 113 mal für 1 bis 8 Minuten geschlossen; insgesamt für vier Stunden.
Südöstlich der Wunstorfer Altstadt wurden in der Vorstadt entlang der heutigen Alte Bahnhofstraße und der Hindenburgstraße während der Gründerzeit zahlreiche Villen im Stil der Zeit errichtet, weshalb dieser Teil der Stadt als „denkmalpflegerischer Interessenbereich“ ausgewiesen ist.